# Willshire Township
Das Willshire Township ist eines der zwölf Townships des Van Wert Countys im US-Bundesstaat Ohio.

## Geografie

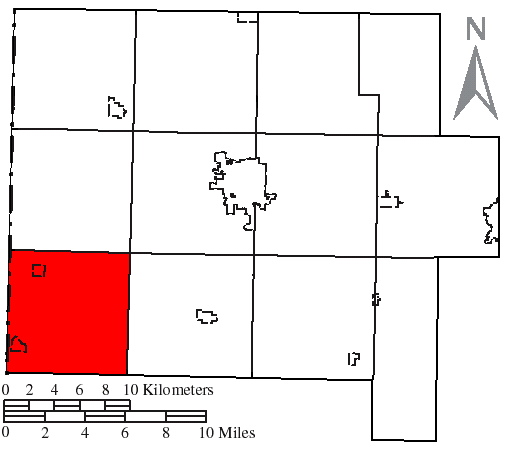
Lage des Townships im Van Wert County

### Geographische Lage
Das Township liegt im Südwesten des Van Wert Countys im Nordwesten von Ohio. Die westliche Grenze des Townships ist zugleich die Grenze zum Bundesstaat Indiana. Die gesamte Region ist Teil des Central Lowland der Interior Plains und ohne größere Erhebungen mit insgesamt leicht gen Eriesee abfallendem Terrain. Durch den Süden des Townships verläuft der St. Marys River. Die Böden werden intensiv landwirtschaftlich genutzt, vereinzelte Flächen sind bewaldet.

### Ortsgliederung
Im Ortsgebiet liegen zwei als Village klassifizierte Dörfer: Willshire im Südwesten und Wren im Nordwesten mit zusammen etwa 600 Einwohnern. Zwei weitere Dörfer, Abanaka und Glenmore, sind im Osten des Townships gelegene, nichtselbständige Unincorporated Communities. Die übrigen Einwohner des Townships wohnen in Weilern und Einzelsiedlungen.
Der Verwaltungssitz des Townships ist das Dorf Willshire.

### Nachbargemeinden
Nördlich des Willshire Townships liegt das Harrison Township, östlich das Liberty Township, südlich das Black Creek Township im Mercer County und westlich das St. Marys Township im Adams County (Indiana).
Decatur und Van Wert liegen je etwa 12 km nordwestlich bzw. nordöstlich der Grenze des Willshire Townships, Fort Wayne gut 40 km nordwestlich.

## Infrastruktur

### Verkehr
U.S. Highway 33 führt von Südosten nach Nordwesten durch den Südwesten des Willshire Townships. Die Staatsstraße Ohio State Route 49 führt in Nord-Süd-Richtung durch das Gemeindegebiet, die Ohio State Route 81 in Ost-West-Richtung.